# Saturday Night Fever (Film)
Saturday Night Fever ist ein US-amerikanischer Tanzfilm aus dem Jahr 1977, der vom Leben junger Menschen in der New Yorker Diskothekenszene und der dort entstandenen Subkultur handelt. Die Hauptrolle spielte John Travolta. Regie führte John Badham. Die Handlung des Films basiert auf einem Artikel des britischen Musikjournalisten Nik Cohn, der im Jahr 1976 unter dem Titel Tribal Rites of the New Saturday Night im New York Magazine erschien. Norman Wexler entwickelte daraus das Drehbuch.
Der Film prägte Ende der 1970er Jahre eine ganze Generation und löste weltweit eine Disco-Welle aus, die sich in der Musik, der Mode und dem Lebensstil der Jugendlichen widerspiegelte. Die Filmmusik der Bee Gees mit Titeln wie Stayin’ Alive, Night Fever und How Deep Is Your Love gehört zu den bisher meistverkauften Soundtracks.
Die Marketingstrategie der Produzenten, Teile der Filmmusik vor Filmstart zu veröffentlichen, erzeugte eine Win-win-Situation und war richtungsweisend. Das Prinzip des Cross-Marketing war geboren. Stephen Holden schrieb dazu acht Jahre später in der New York Times: „Saturday Night Fever bewies, dass die Marketingkooperation eines Films und seines Soundtrack-Albums einen doppelten Blockbuster erzeugen kann, und die Filmmusik spielt seitdem eine andere Rolle als vorher.“
Hauptdarsteller John Travolta erhielt für seine filmische Leistung eine Oscar-Nominierung und gelangte durch den Film zu Weltruhm. Travolta spielt den einfachen Angestellten Tony Manero, der am Wochenende zum König der Disco-Tanzfläche wird. In der Originalfassung, die 1977 in die Kinos kam, spielen sozialkritische Elemente eine Rolle; in der 1978 veröffentlichten, jugendfreien Version fehlen diese zu Teilen – insbesondere eine Vergewaltigungsszene.
Im Jahr 2010 wurde Saturday Night Fever als ein besonders erhaltenswerter US-amerikanischer Film in das National Film Registry aufgenommen.

## Handlung
Tony Manero ist ein junger Italoamerikaner aus Bay Ridge, Brooklyn. Er lebt in bescheidenen Verhältnissen in einem streng katholischen Elternhaus und ist Angestellter in einem Farbengeschäft. Sein Bruder ist Priester und der Stolz der Familie. Tonys wöchentlicher Höhepunkt ist der Besuch der Diskothek 2001 Odyssey in einem heruntergekommenen Viertel von Brooklyn. Dort ist er nicht mehr der kleine Angestellte des Alltagslebens, hier ist er der „König der Tanzfläche“. Ansonsten verbringt er Zeit mit seinen Freunden aus der Nachbarschaft. Gelegentlich verwickelt sich die Gruppe in Schlägereien mit verfeindeten Jugendlichen.
In der Disco lernt Tony eines Tages die etwas ältere Stephanie kennen und beschließt, statt (wie versprochen) mit Annette lieber mit ihr an einem großen Tanzwettbewerb teilzunehmen. Obwohl Tony an einer Beziehung mit ihr interessiert wäre, lehnt Stephanie dies zunächst ab, da sie meint, größere Ziele verfolgen zu können, und Tony nicht ihrem Niveau entspreche. Stephanie ist im Begriff, nach Manhattan zu ziehen und den ärmlichen Stadtteil Bay Ridge hinter sich zu lassen. Stephanie und Tony trainieren gemeinsam und gewinnen den Tanzwettbewerb, doch Tony kann sich im Gegensatz zu Stephanie über den Sieg nicht freuen, da ein konkurrierendes Paar, das nach Tonys Meinung eindeutig besser war, nur aufgrund seiner puerto-ricanischen Abstammung den ersten Preis nicht bekommen habe. Der aufgebrachte Tony gibt den Latinos die Trophäe und versucht kurz darauf, Stephanie zu vergewaltigen, doch diese kann sich ihm entziehen und flüchtet.
Nun trifft Tony seine Freunde. Zwei von ihnen, Double Jay und Joey, vergewaltigen während einer gemeinsamen Autofahrt Annette, die sich aus verschmähter Liebe zu Tony betrunken hat. Anschließend kommt Tonys bester Freund Bobby bei einer Mutprobe auf der Verrazzano-Narrows Bridge zu Tode, nachdem er sich zuvor bitterlich darüber beklagt hat, von Tony vernachlässigt worden zu sein: Bobby hatte seine Freundin Pauline geschwängert und sah sich daher von seinem katholischen Umfeld bedrängt, sie gegen seinen Willen zu heiraten; statt ihm in dieser Lebenskrise beizustehen, hatte sich Tony ganz auf Stephanie konzentriert und Bobby nicht einmal angerufen. Erschüttert und angeekelt von sich selbst fährt Tony die ganze Nacht lang mit der U-Bahn, um den Kopf freizubekommen, und klingelt anschließend bei Stephanie. Nach einer Aussprache beschließen Tony und Stephanie, Freunde zu sein.

## Hintergrund
Der Film wurde überwiegend in Bay Ridge im Stadtteil Brooklyn, New York gedreht. Die geschätzten Produktionskosten betrugen 3 Millionen US-Dollar. Der Film spielte in den Kinos der USA in den ersten 11 Tagen ca. 11 Millionen US-Dollar ein, das weltweite Einspielergebnis wird mit ca. 235 Millionen US-Dollar angegeben.
Die eingesetzte Marketingstrategie wurde von der Presse kritisch aufgenommen. Michael Heim erläuterte 2007 in einestages die Eckpunkte der Diskussion und schrieb: „Die Produktionsfirma Paramount ließ den Film 1978 sprachlich und szenisch entschärfen, um eine jugend-taugliche Alterseinstufung zu bekommen und unter den Teens noch einmal ungehemmt Kasse machen zu können.“ Die ursprüngliche Version von 1977 ist 118 Minuten lang und wurde von der Motion Picture Association of America in die Bewertungskategorie R gruppiert, durch die Überarbeitung 1978 entstand eine 113 Minuten lange Kinofassung, dies führte zu einer Herabstufung in die PG-Gruppe. Der Film startete am 13. April 1978 in den bundesdeutschen Kinos in der 113-minütigen Fassung.
Nik Cohn erklärte Jahre später in mehreren Interviews, dass Tribal Rites of the New Saturday Night nicht auf recherchierten Tatsachen beruhe, sondern ein unter Termindruck und Unkenntnis der Brooklyner Discoszene entstandener Artikel sei.
Im Jahr 1983 drehte Sylvester Stallone die Fortsetzung Staying Alive. Travolta schlüpfte erneut in die Rolle des Tony Manero, die Bee Gees steuerten wieder die Musik bei. Bei Produktionskosten von 22 Millionen US-Dollar spielte der Film ca. 65 Millionen ein.

## Synchronisation
Von diesem Film gibt es zwei Synchronfassungen. Laut einem Interview mit Thomas Danneberg, das er für die Spencer/Hill-Bonus-DVD gab, war die neue Tonfassung von 2001 notwendig, da die alte Tonspur nicht Dolby-Digital-5.1-fähig war. Dennoch sind beide Tonfassungen auf der 2002 veröffentlichten DVD enthalten.
| Rolle             | Darsteller        | Synchronsprecher (1977)  | Synchronsprecher (2001)  |
| ----------------- | ----------------- | ------------------------ | ------------------------ |
| Tony Manero       | John Travolta     | Thomas Danneberg         | Thomas Danneberg         |
| Stephanie Mangano | Karen Lynn Gorney | Alexandra Lange          | Sabine Arnhold           |
| Bobby C.          | Barry Miller      | Michael Nowka            | Robin Kahnmeyer          |
| Joey              | Joseph Cali       | Manfred Lehmann          | Matthias Hinze           |
| Double-J          | Paul Pape         | Tommi Piper              | Tobias Kluckert          |
| Gus               | Bruce Ornstein    | Hans-Jürgen Dittberner   | Dennis Schmidt-Foß       |
| Mr. Manero        | Val Bisoglio      | Wolfgang Völz            |                          |
| Mrs. Manero       | Julie Bovasso     | Gudrun Genest            | Regine Albrecht          |
| Frank jr.         | Martin Shakar     | Arne Elsholtz            | Thomas Nero Wolff        |
| Dan Fusco         | Sam Coppola       | Friedrich Georg Beckhaus | Friedrich Georg Beckhaus |
| Jay Langhart      | Donald Gantry     | Wolfgang Pampel          | Erich Räuker             |
| Pete              | Bert Michaels     | Klaus Jepsen             | Klaus Jepsen             |

## Soundtrack
Das Lied Stayin’ Alive  aus dem Album Saturday Night Fever: The Original Movie Sound Track wurde 2004 durch das American Film Institute auf Platz 9 in ihre Liste AFI’s 100 Years … 100 Songs der 100 besten US-amerikanischen Filmsongs gewählt.

## Kritiken
„Ein in Details stimmungsvolles, im ganzen aber oberflächliches Lebensbild der Jugend im Brooklyn der 1970er Jahre. Der Film machte John Travolta zum Star und setzte Trends in Mode und Musik (‚Disco-Welle‘).“

„Die Machart des Films ist die eines sogenannten B-Pictures: knallig, taff, mit dem rauhen Charme und dem rigorosen Zugriff amerikanischen Entertainments. Rüde Dialoge in einem auch Amerikanern schwer verständlichen Slang, deftiger Sex, greller, aber kraftvoller Glamour. […] Nichts wird vertieft, vieles nur eben angedeutet. Tonys italienisch-katholisches Elternhaus und der Bruder, der sein Priesteramt aufgibt, die ethnischen Kämpfe der Italiener, Schwarzen und Puertoricaner in Brooklyn, die Beziehungen innerhalb der Gang und gegen andere fest organisierte Banden, ihr brutales, verächtliches Verhalten den Mädchen gegenüber und ihr ‚Machochauvinismus‘ (Badham), ihre harten, ziemlich freudlosen Lebensbedingungen […] Es ist kein Widerspruch, sondern die besondere Qualität solcher gut kalkulierten amerikanischen Unterhaltungsfilme und zudem das Verdienst des vom Fernsehen geschulten Regisseurs, daß ‚Saturday Night Fever‘ trotz aller Einwände überzeugend ein Stück authentischer Realität vermittelt: den Tanz und die Musik als Selbstverwirklichung, das Disco-Delirium als Lebensform.“

„Neben endlosen, verkitscht photographierten Disco-Glitzer-Szenen und abgesehen von der Hintertreppen-Story die sich mit unsinniger Melodramatik zu einem sacharinen Happy-End schleppt, zeigt der Film allerhand Realität, wenn er drastisch die Sitten einer neuen amerikanischen Jugend-Subkultur schildert. […] Der abwechselnd ordinäre und sentimentale Ton, der in ‚Nur Samstag Nacht‘ herrscht, der Sarkasmus dem eigenen Leben gegenüber, der landserhafte Sexualjargon, das alles ist freilich authentisch, ist typisch für eine Schicht frustrierter Jungmänner.“

## Auszeichnungen (Auswahl)
- Oscar
  - 1978: Nominierung von John Travolta in der Kategorie Bester Hauptdarsteller
- Golden Globe Awards
  - 1978: Nominierung in der Kategorie Bester Film – Komödie oder Musical
  - 1978: Nominierung von John Travolta in der Kategorie Bester Hauptdarsteller – Komödie oder Musical
  - 1978: Nominierung von Barry, Maurice und Robin Gibb und David Shire in der Kategorie Beste Filmmusik
  - 1978: Nominierung von How Deep Is Your Love in der Kategorie Bester Filmsong
- National Board of Review Award John Travolta in der Kategorie Bester Hauptdarsteller
- Goldene Leinwand
- British Academy Film Award
  - Nominierung von Barry Gibb, Maurice Gibb und Robin Gibb in der Kategorie Beste Filmmusik
  - Nominierung von Michael Colgan, Robert W. Glass Jr., Les Lazarowitz, John T. Reitz, John Wilkinson in der Kategorie Bester Sound
- Writers Guild Award
  - Nominierung von Norman Wexler in der Kategorie Bestes Originaldrehbuch